# Terrazas del Manzanares
Las Terrazas del Manzanares son una zona arqueológica de Madrid, ubicada en torno a las antiguas riberas del Manzanares a su paso por la ciudad. Cuentan con la consideración de Bien de Interés Cultural.

## Descripción
La protección de la zona arqueológica de las Terrazas del Manzanares se debe a que en ella se localizan más de un centenar de yacimientos, tanto arqueológicos como paleontológicos, muchos de ellos conocidos y estudiados desde antiguo y otros descubiertos recientemente.

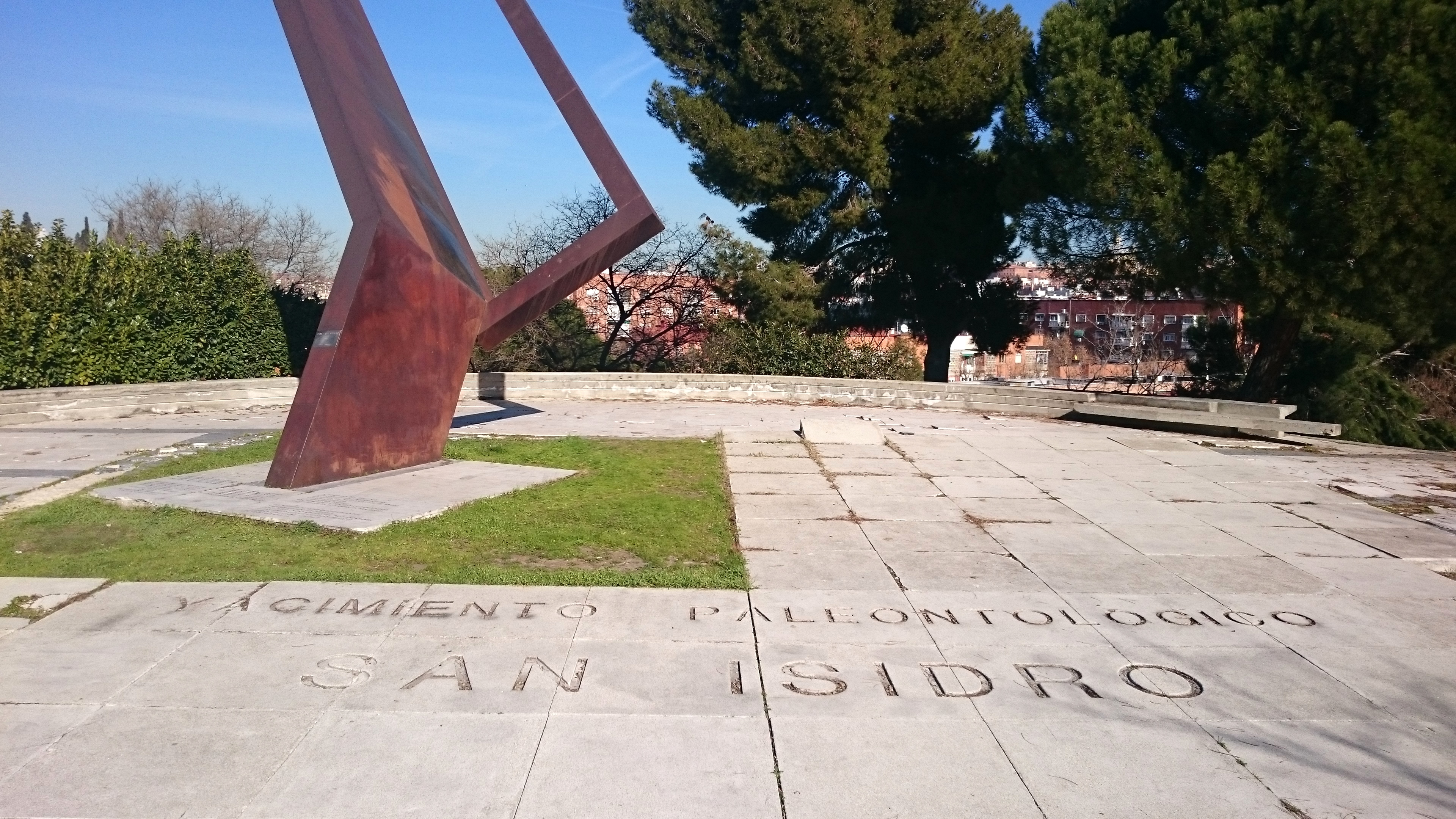
Monumento en recuerdo del yacimiento palentológico de San Isidro

En las primeras décadas del siglo XIX se empezaron a encontrar restos fósiles de grandes vertebrados en los alrededores del casco urbano (puente de Toledo), haciéndose más frecuente este tipo de hallazgos a lo largo de los años. Especial impacto en los círculos científicos internacionales causó la publicación del hallazgo del Cerro de San Isidro. A partir de los hallazgos de Mariano de la Paz Graells en 1847, en el Cerro de las Ánimas, próximo a San Isidro, diversos investigadores recorrieron la zona hasta llegar a producirse el descubrimiento de industrias paleolíticas, que fueron publicadas en 1863 por la Sociedad Geológica francesa. Durante los años de la guerra civil la actividad investigadora cesó y posteriormente sufrió altibajos. Los yacimientos paleolíticos excavados a finales del siglo XX se ubicaron en lugares como el Pasillo Verde Ferroviario, Vía Carpetana o la Cuña Alhambra-Latina.
La zona abarca ambas márgenes del río Manzanares, cuyas terrazas fueron ocupadas por asentamientos humanos desde el Paleolítico. En su inmensa mayoría, y debido tanto a causas geológicas como a las condiciones topográficas: accesibilidad, defensa y proximidad a materias primas, los yacimientos se encuentran relativamente cercanos al río Manzanares y sus afluentes (Meaques, Butarque y Abroñigal), pero siempre, y salvo contadas excepciones, dentro de la cota de los 600 metros. De ahí que la delimitación de la zona arqueológica y paleontológica coincidiera con la línea de terrazas que se encuentran a esta altura en ambas márgenes del río, desde el límite con El Pardo, al norte, hasta el término de Getafe, al sur, donde se encuentran las cotas mínimas de altitud del actual curso del Manzanares, y la zona de terrazas de los 600 metros es más amplia. Un ejemplo de la cantidad y diversidad de yacimientos en esta área es la zona de la calle de Antonio López o Villaverde, en donde la construcción de nuevos barrios o la explotación de areneros sacaron a la luz diversos yacimientos en las décadas de 1920 y 1950; ejemplo de ello es El Ventorro, Villa Romana de Villaverde y El Espinillo, entre otros.

## Estatus patrimonial
El 25 de noviembre de 1993 el área fue declarada Bien de Interés Cultural, en la categoría de zona arqueológica, mediante un decreto publicado el 11 de febrero del año siguiente en el Boletín Oficial del Estado, con la rúbrica del entonces presidente de la comunidad autónoma, Joaquín Leguina, y del consejero de Educación y Cultura, Jaime Lissavetzky.